# Чанкветадзе, Евгений Ермолаевич
Евгений Ермолаевич Чанкветадзе (1893, село Алаверди, Шорапанский уезд, Кутаисская губерния, Российская империя — неизвестно, село Алаверди, Зестафонский район, Грузинская ССР) — звеньевой колхоза имени Микояна Зестафонского района, Грузинская ССР. Герой Социалистического Труда (1949).

## Биография
Родился в 1893 году в крестьянской семье в селе Алаверди Шорапанского уезда. После окончания местной начальной школы трудился в личном хозяйстве. В послевоенное время — звеньевой виноградарей в колхозе имени Микояна Зестафонского района.
В 1948 году звено под его руководством собрало в среднем с каждого гектара по 75,8 центнера винограда шампанских вин на участке площадью 3,3 гектара. Указом Президиума Верховного Совета СССР от 9 августа 1949 года удостоен звания Героя Социалистического Труда за «получение высоких урожаев винограда в 1949 году» с вручением ордена Ленина и золотой медали «Серп и Молот» (№ 4385).
Этим же Указом званием Героя Социалистического Труда были также награждены труженики колхоза имени Микояна Зестафонского района Илья Захариевич Гачечиладзе, Ведий Георгиевич Квантришвили, Георгий Архипович Квантришвили, Григорий Гедеонович Квантришвили, Николай Афрасионович Квантришвили, Пётр Леванович Квантришвили и Карл Синоевич Сирадзе.
После выхода на пенсию проживал в родном селе Алаверди Зестафонского района (сегодня — Зестафонский муниципалитет). Дата смерти не установлена.